# Lukavac (Federación de Bosnia-Herzegovina)
Lukavac es un municipio y localidad de Bosnia y Herzegovina. Se encuentra en el cantón de Tuzla, dentro del territorio de la Federación de Bosnia y Herzegovina. La capital del municipio de Lukavac es la localidad homónima.

## Localidades
El municipio de Lukavac se encuentra subdividido en las siguientes localidades:
- Babice Donje.
- Babice Gornje.
- Berkovica.
- Bikodže.
- Bistarac Donji.
- Bistarac Gornji.
- Bokavići.
- Borice.
- Brijesnica Donja.
- Brijesnica Gornja.
- Caparde.
- Cerik.
- Crveno Brdo.
- Devetak.
- Dobošnica.
- Gnojnica.
- Huskići.
- Jaruške Donje.
- Jaruške Gornje.
- Kalajevo.
- Komari.
- Krtova.
- Kruševica.
- Lukavac.
- Lukavac Gornji.
- Mičijevići.
- Milino Selo.
- Modrac.
- Orahovica.
- Poljice.
- Prline.
- Prokosovići.
- Puračić.
- Smoluća Donja.
- Smoluća Gornja.
- Semići.
- Sižje.
- Stupari.
- Šikulje.
- Tabaci.
- Tumare.
- Turija.
- Vasiljevci.
- Vijenac.

## Demografía
En el año 2009 la población del municipio de Lukavac era de 51 078 habitantes. La superficie del municipio es de 337 kilómetros cuadrados, con lo que la densidad de población era de 152 habitantes por kilómetro cuadrado.